# يوم وليلة (فلم 2013)
يوم وليلة هو فيلم مغربي من إخراج نوفل البراوي سنة 2013، و بطولة كل من ثريا العلوي، ماجدولين الإدريسي، عمر لطفي، وآخرون.
يتطرق الفيلم لمأساة تيه الإنسان البدوي داخل المدينة وفشله في مواجهة وحشية فضاء لا يرحم٬ في قالب يتأرجح بين المأساوي والكوميدي.

## القصة
يَزّة٬ امرأة شابة٬ قدمت من سوس إلى الدار البيضاء للبحث عن زوجها الحسين الذي عوّد أسرته على إرسال طرد يتضمن مؤونة غذائية٬ وأدوية لابنته المريضة٬ وهو ما نسيه في المرة الأخيرة.
أمام هذا الوضع تقرر الزوجة٬ التي لم يسبق لها مغادرة القرية٬ السفر إلى الدار البيضاء للبحث عن زوجها لإحضار الأدوية التي تحتاجها ابنتها.

## جوائز وتشريفات
شارك الفيلم في المسابقة الرسمية لمهرجان صوفيا في بلغاريا، كما شارك أيضا في مجموعة من المهرجانات الدولية، مثل مهرجان تورنتو في كندا، ومهرجان أفلام الشرق في جنيف في سويسرا، ومهرجان هلسنكي في السويد.

## وصلات خارجية
- مقالات تستعمل روابط فنية بلا صلة مع ويكي بيانات